# Pallavolo ai XXXI Giochi del Sud-est asiatico
La pallavolo ai XXXI Giochi del Sud-est asiatico si è disputata durante la XXXI edizione dei Giochi del Sud-est asiatico, che si è svolta a Quang Ninh nel 2022.

## Podi
| Evento                         | Oro        | Argento | Bronzo    |
| Pallavolo maschile (dettagli)  | Indonesia  | Vietnam | Cambogia  |
| Pallavolo femminile (dettagli) | Thailandia | Vietnam | Indonesia |